# Mario A. Ferrero
| (1169) Alwine  | 30 de agosto de 1930 |
| (2119) Schwall | 30 de agosto de 1930 |

Mario A. Ferrero (1904–1965) fue un astrónomo italiano, descubridor de dos asteroides en 1930.

## Semblanza
Ferrero trabajó en el Observatorio Astronómico de Turín, determinando su longitud en 1933, dedicándose posteriormente a la enseñanza de la física en el Politécnico de Turín.
El Centro de Planetas Menores le acredita el descubrimiento de dos asteroides, avistados el 30 de agosto de 1930, ambos en colaboración con Max Wolf.

## Eponimia
- Le ha sido dedicado el asteroide (7684) Marioferrero.[4][5]